# Ehemaliges Arbeitsamt (Weimar)

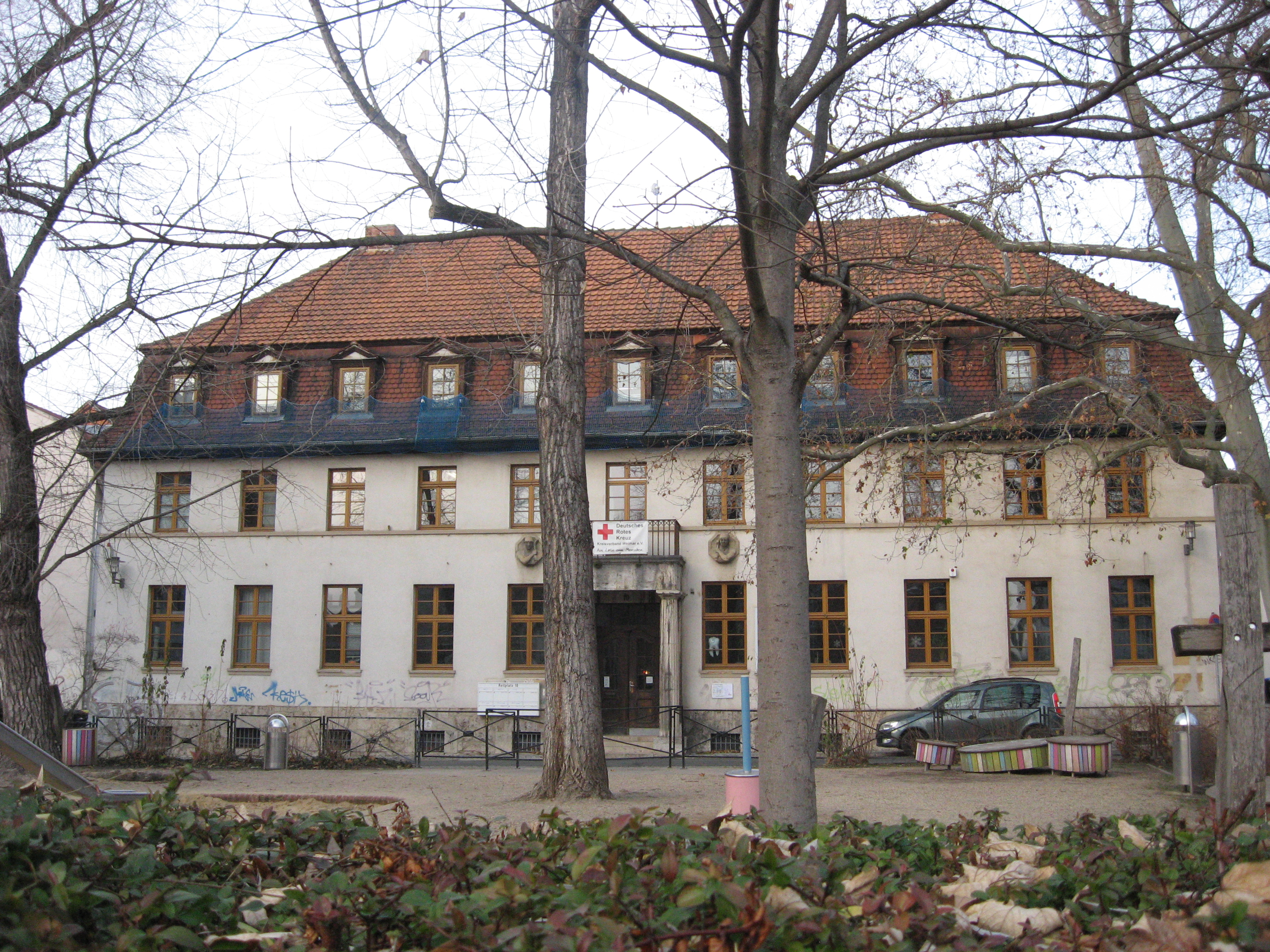
Rollplatz 10 in Weimar

Das Haus Rollplatz 10 in Weimar liegt nördlich des Jakobsfriedhofs und war das ehemalige Arbeitsamt Weimar. Es befindet sich im Bereich der Jakobsvorstadt.
Dieses Gebäude ist ein Kulturdenkmal in Weimar.
Das Gebäude für das Arbeitsamt von 1930 entwarf der Weimarer Architekt August Lehrmann. Dieses Arbeitsamt bestand bis 1945. Heute befinden sich darin ein Ärztehaus und die Geschäftsstelle des Deutschen Roten Kreuzes des Kreisverbandes Weimar. Dieses Gebäude wurde als seit 1976 Kinderklinik genutzt.
Auffällig ist das Portal mit zwei dorischen Säulen aus Travertingestein, über dem ein Balkon liegt. Links und rechts davon ist je ein kleines achteckiges Relief zur Verzierung angebracht. Diese Reliefs haben allegorischen Bezug zur Arbeit un dokumentieren so den ursprünglichen Zweck des Gebäudes.
Vor dem Gebäude befindet sich ein Kinderspielplatz.

## Varia
Das ehemalige Arbeitsamt ist nicht identisch mit dem Feodoraheim (!) Beide Gebäude wurden jedoch als Kinderklinik genutzt.